# Toxorhina ammoula
Toxorhina ammoula là một loài ruồi trong họ Limoniidae, được Theischinger miêu tả khoa học lần đầu tiên năm 1994. Loài này phân bố ở miền Australasia.